# 니자미 아루디
니자미 아루디(페르시아어: نظامی عروضی)는 중세의 페르시아 산문가이다.
사마르칸트 출생으로 1156년에 서기(書記)·시인·점성가(占星家)·의사에 관하여 <4강화(講話)>를 저작하였다. 많은 일화로 되어있고 산문 작품과 문학사의 자료로서도 매우 가치있는 것이다. 오마르 하이얌과 친교를 맺었으며 이븐 시나의 일화가 특히 유명하다. 동명의 시인과 구별하기 위하여 보통 산문가란 말을 붙인다.